# Les proeses de Paulina
Les proeses de Paulina (títol original en anglès: The Perils of Pauline) és una pel·lícula estatunidenca dirigida per George Marshall, estrenada el 1947. Ha estat doblada al català.

## Argument
Una jove deixa el seu treball com a dependenta d'una botiga de Nova York i emprèn una nova vida en una companyia teatral que recorre el país. Però el seu veritable èxit arriba amb el cinema mut, on assolirà la fama i adoració del públic amb la seva interpretació de l'heroïna en "Els perills de Paulina": La història real de Pearl White durant el seu ascens a la fama en serials muts.

## Repartiment
- Betty Hutton: Pearl White
- John Lund: Michael Farrington
- Billy De Wolfe: M. Timmy Timmons
- William Demarest: George "Mac" McGuire
- Constance Collier: Julia Gibbs
- Frank Faylen: M. Joe Gurt
- William Farnum: Heroi del Saloon
- Chester Conklin: Còmic
- Paul Panzer:
- Snub Pollard:
- James Finlayson: Còmic
- Creighton Hale:
- Hank Mann: Comic
- Francis McDonald: Bandit al Saloon
- Bert Roach:
- Heinie Conklin:

## Premis i nominacions

### Nominacions
- 1948: Oscar a la millor cançó original per Frank Loesser per la cançó "I Wish I Didn't Love You So"